# آهن سيو هيون
آهن سيو هيون (بالكورية: 안서현)‏ هي ممثلة كورية جنوبية. ولدت في 12 يناير 2004 في سوون بكوريا الجنوبية. بدأت حياتها المهنية كممثلة أطفال في عام 2008 ، وظهرت منذ ذلك الحين في الأفلام والمسلسلات التلفزيونية منها الخادمة وفيلم أوكجا ، والذي عرض لأول مرة في مهرجان كان السينمائي 2017 في المنافسة على فيلم دور.

## روابط خارجية
- آهن سيو هيون على موقع IMDb (الإنجليزية)
- آهن سيو هيون على موقع ألو سيني (الفرنسية)
- آهن سيو هيون على موقع أول موفي (الإنجليزية)
- آهن سيو هيون على موقع قاعدة بيانات الأفلام السويدية (السويدية)
- آهن سيو هيون على موقع قاعدة بيانات الفيلم (الإنجليزية)
- آهن سيو هيون على موقع كينوبويسك (الروسية)